# Елизавета Померанская
Елизаве́та Помера́нская (чеш. Alžběta Pomořanská; 13 ноября 1347, Королевство Богемия — 14 февраля 1393[…], Прага или Градец-Кралове, Земли Чешской короны) — супруга императора Священной Римской империи Карла IV, королева Германии и Чехии, императрица Священной Римской империи.

## Биография
Елизавета была дочерью померанского герцога Богуслава V и Елизаветы Польской (дочери польского короля Казимира III). 21 мая 1363 года она вышла замуж в Кракове за императора Карла IV.
На момент заключения брака невесте было 16 лет, а мужу — 47, всего лишь за год до этого Карл похоронил свою предыдущую супругу. Брак был заключён по политическим мотивам: Карлу было необходимо расколоть античешскую коалицию, созданную австрийским герцогом Рудольфом IV, в которой приняли участие польский и венгерский короли. 18 июня 1363 года Елизавета была коронована в Праге как королева Чехии, а 1 ноября 1368 года папа Урбан V короновал её в Риме как императрицу Священной Римской империи.
Елизавета была очень сильной и энергичной женщиной, у неё сложились хорошие отношения с мужем, однако она не смогла оказать влияния на его политику: он предпочитал детей от прежних браков её детям.
Когда 29 ноября 1378 года Карл скончался, будучи в Праге, ему наследовал Венцель, сын от брака с Анной Швайдницкой. После этого Елизавета сосредоточилась на обеспечении судьбы своих собственных детей, в основном Сигизмунда, которому она оказала поддержку в получении короны Венгрии.
Она скончалась 14 февраля 1393 года в Градец-Кралове и была похоронена в пражском Соборе Святого Вита рядом с мужем. Елизавета пережила мужа на 15 лет.

## Дети
У Карла и Елизаветы было шестеро детей:
- Анна (11 мая 1366 — 3 июня 1394); муж: с 1382 года Ричард II Плантагенет (6 января 1367 — 14 февраля 1400), король Англии (1377—1399)
- Сигизмунд (15 февраля 1368 — 9 декабря 1437), король Чехии (Зигмунд, 1419—1421, 1436—1437), король Венгрии (Жигмонд, 1387—1437), курфюрст Бранденбурга (1373—1387), король Германии (20 сентября 1410 — 9 декабря 1437), император Священной Римской империи (31 мая 1433 — 9 декабря 1437)
- Иоганн (22 июня 1370 — 1 марта 1396), герцог Гёрлица
- Карл (13 марта 1372 — 24 июля 1373)
- Маргарита (29 сентября 1373 — 4 июня 1410); муж: с 1387 года Иоанн III фон Гогенцоллерн (1369 — 11 июня 1420), бургграф Нюрнберга с 1397 года
- Генрих (1377—1378)